# Nieuwstad (Groningen)

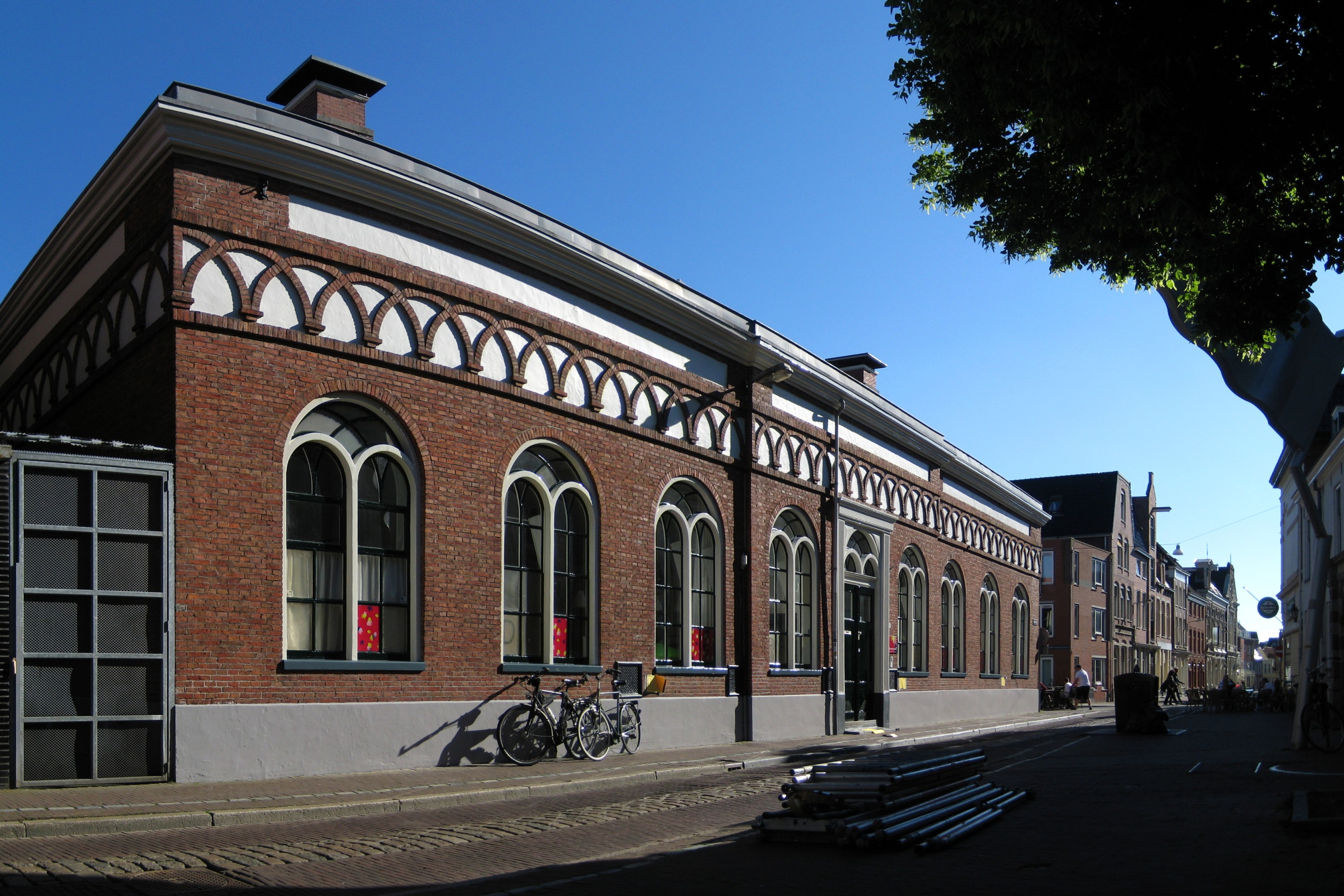
De Zuiderbewaarschool, rijksmonument aan de stille kant van de Nieuwstad

De Nieuwstad is een straat in de binnenstad van Groningen. De straat loopt van de Schoolholm tot aan de Pelsterstraat. De straat is tegenwoordig vooral bekend vanwege de prostitutie.
De straat zou volgens Gerrit Overdiep zijn aangelegd in 1348, oorspronkelijk opgesplitst in Eerste en Tweede Nieuwstad. Op de historische stadsplattegrond die in 2021 werd ontdekt in het staatsarchief van Hessen in Marburg loopt de Nieuwstad nog verder door van de Schoolholm langs het diep tot aan de Schuitemakersstraat.
Waarschijnlijk verwijst de naam naar een stadsuitbreiding in de betekenis van nieuwe stad. De Nieuwstad kent een reeks gangen en stegen. Daarvan nog herkenbaar: bij nr 18: de Markusgang, bij 33: de Trouwe Arbeidersgang, bij 39: de Eikelbomengang.
Ter hoogte van perceel 28 lag de ingang van de Zwaantjesgang. Deze gang bestaat nog achter de bebouwing van de Synagoge en is ook nog voorzien van een straatnaambordje. Niet meer terug te vinden zijn de Spekkopers- of Spekhakkersgang, de Kreupelgang, de Hickengang en de Loutersgang.
12. De oorspronkelijke Zuiderbewaarschool (1849). Ter plekke ook het monument 'De 5 meivlag' (Henri De Wolf, 1996). De rafelrand herinnert aan de plm. 3.000 uit Groningen weggevoerde Joden. De vlag stond eerder (1982) aan de Reitemakersrijge  
Achter de Muur · 
Akerkhof · 
Akerkstraat · 
Broerstraat · 
Brugstraat ·
Bruine Ruiterstraat ·
Burchtstraat · 
Butjesstraat ·
Carolieweg ·
Coehoornsingel · 
Donkersgang · 
Driften · 
Emmaplein · 
Folkingestraat · 
Folkingedwarsstraat ·
Ganzevoortsingel · 
Gasthuisstraatje ·
Gedempte Kattendiep ·
Gedempte Zuiderdiep ·
Gelkingestraat ·
Grote Kromme Elleboog ·
Grote Markt ·
Guldenstraat ·
Guyotplein ·
Haddingestraat ·
Haddingedwarsstraat ·
Hardewikerstraat ·
Hereplein · 
Herebinnensingel ·
Heresingel ·
Herestraat ·
Hoekstraat ·
Hofstraat ·
Hoge der A ·
Hoogstraatje ·
Jacobijnerstraat ·
Kleine der A ·
Kattenhage ·
Kleine Kromme Elleboog ·
't Klooster ·
Kostersgang ·
Koude Gat ·
Kreupelstraat ·
Kwinkenplein ·
De Laan ·
Lage der A ·
Lopende Diep ·
Lutkenieuwstraat ·
Marktstraat ·
Martinikerkhof ·
Munnekeholm ·
Muurstraat ·
Naberstraat ·
Nieuwe Boteringestraat ·
Nieuwe Ebbingestraat ·
Nieuwe Kerkhof ·
Nieuwe Kijk in 't Jatstraat ·
Nieuwe Markt ·
Nieuwstad ·
Noorderhaven ·
Oosterstraat ·
Ossenmarkt ·
Oude Boteringestraat ·
Oude Ebbingestraat ·
Oude Kijk in 't Jatstraat ·
Papengang ·
Pausgang · 
Pelsterstraat ·
Peperstraat ·
Poelestraat ·
Praediniussingel ·
Rademarkt ·
Radesingel ·
Reitemakersrijge ·
Rode Weeshuisstraat ·
Schoolstraat · 
Schoolholm · 
Schuitemakersstraat ·
Schuitendiep · 
Sieboldsgang · 
Singelstraat · 
Sint Jansstraat ·
Sint Walburgstraat ·
Spilsluizen ·
Stationsstraat ·
Steentilstraat ·
Stoeldraaierstraat · 
Torenstraat · 
Turfstraat ·
Turfsingel ·
Turftorenstraat ·
Ubbo Emmiussingel ·
Vismarkt ·
Visserstraat ·
Waagstraat ·
Zoutstraat ·
Zwanestraat